# World Outgames de 2006
Los primeros World Outgames tuvieron lugar en Montreal, Canadá desde el 26 de julio hasta el 5 de agosto de 2006. La conferencia internacional se celebró desde el 26 hasta el 29 de junio. Los eventos deportivos se llevaron a cabo desde el 29 de julio hasta el 5 de agosto.
A la conclusión de la conferencia se emitió la Declaración de Montreal sobre Derechos Humanos LGBT, una declaración que se presentará a las Naciones Unidas.
- Datos: Q3358619